# 吴华夏
吴华夏（1953年—），安徽芜湖人，汉族，中华人民共和国政治人物、第十一届全国人民代表大会安徽地区代表。
毕业于浙江大学真空电子专业，是中共党员。担任安徽华东光电技术研究所所长、国家特种显示工程技术研究中心主任。2008年起担任全国人大代表。